# HMS Naiad (1939)
HMS Naiad (93) (Его величества корабль Наяд, Наяда) — британский лёгкий крейсер, крейсеров типа «Дидо». Был заказан по программе 1936 года, 21 марта 1937 года и заложен на верфи Hawthorn Leslie в Ньюкасле 26 августа 1937 года. Крейсер был спущен на воду 3 февраля 1939 года, став третьим кораблём, носящим это имя в британском флоте. В апреле 1940 года крейсер в ходе достройки был повреждён немецкими воздушными налётами, в связи с чем, вступил в строй только 24 июля 1940 года.

## История
Ещё до вступления в строй, 10 апреля 1940 года Найяд в ходе авиационного налёта получила повреждения фундамента турбин от близких разрывов авиабомб. 22 мая крейсер получил дополнительные осколочные повреждения, когда находился в доке, в результате чего произошло затопление отсеков. Укомплектование было отложено до завершения ремонтных работ. 24 июля крейсер был окончен постройкой и на нём начались приёмочные испытания. 26 июля он перешёл в Скапа-Флоу на Оркнейских островах, где в августе начал службу в составе 15-й эскадры крейсеров.
В сентябре крейсер выходил на патрулирование и защиту конвоев в Северное море и к Северо-западным подходам. В октябре участвовал в поисках немецких траулеров, занимавшихся разведкой погоды.
16 октября «Наяд» совместно с однотипным крейсером Bonaventure и эсминцами Brilliant, Electra, Maori и Sikh выходили на сопровождение только вступившего в строй линейного корабля King George V, совершавшего переход из Тайна в Розайт.
В ноябре крейсер вместе с линейными крейсерами Hood, Renown и Repulse, однотипными крейсерами Dido и Phoebe выходил на патрулирование в Бискайский залив в поисках немецкого карманного линкора «Адмирал Шеер», который атаковал атлантический конвой и потопил вспомогательный крейсер Jervis Bay.
19 декабря вместе с крейсером Bonaventure вышел в качестве эскорта войскового конвоя WS-5A. 24 декабря Найяд был заменен крейсерами Berwick и Dunedin за день до нападения на конвой немецкого тяжёлого крейсера «Адмирал Хиппер» и таким образом не смог поучаствовать в бою.
В начале января 1941 года крейсер был назначен в состав эскорта войскового конвоя. 8 января он вместе с тяжёлым крейсером Australia вышел из залива Moelfre для обеспечения зенитной защиты бристольской и ливерпульской секций конвоя до соединения с секцией из Глазго. 12 января Найяд вышел вместе с линкором Ramillies, крейсерами Australia, Phoebe и Emerald, эсминцами Harvester, Highlander, Beagle, Fearless, Jackal, Leamington, Lincoln, Vansittart, Watchman, Witherington и французским лидером Leopard для сопровождении конвоя WS-5B на начальном этапе у западных подходов. 15 января Наяд совместно с крейсером Phoebe отделились от конвоя и вернулись в Скапа-Флоу.
23 января Наяд вместе с крейсером Aurora вышел для прикрытия торговых судов вышедшими из портов Швеции (операция Rubble). 24 января совместно с крейсерами Edinburgh и Birmingham под прикрытием 3-х эсминцев осуществлял поиски трёх судов шедших из Гётеборга. 25 января Найяд прибыла со всеми 5-ю кораблями в Розайт и тут же отправилась в северный патруль. 28 января он обнаружил южнее Исландии два немецких линкора «Шарнхорст» и «Гнейзенау», но в условиях плохой погоды контакт был потерян.
Весь февраль и март крейсер провёл в ремонте верфи в Тайне, устраняя последствия штормовой погоды.

## В составе Средиземноморского флота
В апреле он был определён для службы в составе Средиземноморского флота и попутно провести конвой из Клайда в Гибралтар (операция Tiger). 26 апреля он вышел в составе войскового конвоя WS-8A состоящего из 14 транспортов с вооружением для британской 8-й армии. 5 из судов предполагалось провести транзитом через Средиземное море, остальные должны были следовать на Ближний Восток вокруг мыса Доброй Надежды и через Суэцкий канал. Эскорт части конвоя, следующего по короткому маршруту, составляли, помимо Наяд, линейный крейсера Repulse и эсминцы Harvester, Havelock и Hesperus. 2 мая Наяд вместе с судами следующими на Мальту линейным крейсером и тремя эсминцами отделилась от конвоя и направилась в Гибралтар. Причём крейсер отправили вперёд, чтобы он мог донести о состоянии конвоируемых судов. В ходе проводки конвоя, Наяд действовала в составе Соединения F, которое предназначалось для усиления Средиземноморского флота и состояло, помимо Наяд из моря состояли из линкора Queen Elizabeth, крейсеров Fiji, Gloucester и эсминцев Faulknor, Forester и Fury. 9 мая Наяд встретился с кораблями Средиземноморского флота.
Уже 14 мая Наяд в составе Соединения D: помимо него австралийский крейсер Perth, однотипный Phoebe, эсминцы Hasty и Greyhound был направлен к Криту для прикрытия эвакуационных конвоев. 18 мая корабли соединения вернулись на Мальту.
20 мая Наяд в составе Соединения B: крейсер Perth и 4 эсминца снова была направлена к Криту для перехвата вражеских десантных судов. 21 мая на соединение не удалась атака итальянских торпедных катеров. После этого, британские корабли соединились с крейсерами Calcutta, Carlisle, эсминцами Kandahar, Kingston и Nubian, после чего продолжили поиски севернее Крита. В ходе воздушных атак Наяд получила некоторые повреждения, вызвавшие затопления в носовой части. В ночь на 22 мая в бою южнее Милоса, крейсер потопил 2 вражеских судна. После этого корабль подвергся тяжёлым воздушным атакам и был вынужден отступить на запад из-за близости вражеских аэродромов. В ходе налётов на корабль была сброшена 181 бомба, корабль получил тяжёлые повреждения — две башни были выведены из строя, скорость упала до 16 узлов, возникли новые затопления. 25 мая крейсер встал на ремонт в Александрии.
Но ремонт продлился недолго, уже в июне крейсер был задействован в операции против Сирии (операция Exporter), став флагманским кораблем адмирала Кинга. 16 июня он вышел с эсминцами Kingston и Nizam, чтобы заменить однотипный Phoebe, с эсминцами Griffin и Defender в поддержке операции. В ночь с 22 на 23 июня Наяд (флаг адмирала Кинга) совместно с крейсером Leander и эсминцами Jaguar, Kingston и Nizam провёл набеговую операцию севернее Бейрута. В ходе операции произошло столкновение с вишистскими эсминцами Guepard и Valmy. Британские корабли отступили, после того, как в бой вступили береговые батареи.
2 июля совместно с крейсером Perth и эсминцами Kandahar, Kingston, Havock и Griffin обстреливал позиции Виши у Abey и Damour. На обратном переходе корабли подверглись ошибочной атаке самолётом RAF. 4 июля Наяд снова осуществлял обстрел позиций и патрулировал в поисках вишистских судов. 14 июля, по окончании операции, крейсер вернулся в Александрию.
В августе крейсер участвовал в сопровождении конвоев осуществлявших доставку снабжения в Тобрук (операция Treacle).
27 августа с крейсером Galatea, сопровождал однотипный Phoebe, повреждённый ударами с воздуха.
25 сентября крейсер вместе с линкорами Queen Elizabeth, Barham и Valiant выходил в море, чтобы отвлечь внимание от проводки конвоя Halberd/MD-6 с Гибралтара на Мальту. 27 сентября Средиземноморский флот вернулся в Александрию.
В ноябре крейсер был определён для обеспечения наступательной операции в западной пустыне. 19 ноября Наяд совместно с однотипным Euryalus обстреливала Halfaya.
27 ноября вместе с Euryalus и эсминцами Griffin и Hotspur Наяд образовала Соединение C, которое провело набеговую операцию вдоль побережья Киренаики. В ходе последовавших воздушных атак она избежала повреждений. 28 ноября корабли вернулись в Александрию.
В декабре крейсер участвовал в операциях по перехвату вражеских судов снабжения следующих в Дерну. 8 декабря Наяд вместе с крейсерами Euryalus, Galatea и эсминцами Griffin и Hotspur прикрывала атаку эсминцев 14-й флотилии на вражеские суда.
10 декабря Наяд с эсминцами Griffin и Hotspur провела дневной обстрел Дерны.
13 декабря Найяд совместно с крейсерами Ajax, Neptune, Galatea и Euryalus и 9 эсминцами образовали Соединение B, которое должно было уничтожить конвои следующие в Бенгази. Она была отделена с Galatea и Euryalus для уничтожения конвоев следующих из Таранто. Минзаг Abdiel курсируя в центре моря и передовая радиосигналы изображал из себя соединение линкоров Средиземноморского флота, в результате чего итальянские конвои были отозваны и операция по их перехвату была отменена.
15 декабря Наяд с крейсерами Carlisle и Euryalus, эсминцами Decoy, Hasty, Havock, Jervis, Kimberley, Kipling и Nizam образовали Соединение C, целью которого было сопровождения судна снабжения Breconshire, следующего с грузом топлива на Мальту. 17 декабря Соединение С, встретилось с Соединением K, базирующимся на Мальте и состоящим из крейсеров Aurora и Penelope, эсминцев Lance, Lively, Legion, Maori, Sikh, Zulu и голландского эсминца Isaac Sweers. В тот же день объединённая эскадра участвовала в Первом сражении в заливе Сирт против итальянского флота, имеющего в своём составе линкоры. 19 декабря Соединение C вернулось в Александрию после безуспешного поиска итальянского конвоя M42. Когда в корабли входил в гавань, для их прохода снималось боновое ограждение, чем воспользовались итальянские подводные пловцы, атаковавшие в дальнейшем линкоры Queen Elizabeth, Valiant и танкер Savona.
С 3 января 1942 года Наяд участвовал в проводке на Мальту десантного транспорта Glengyle с припасами и вывода с острова судна снабжения Breconshire. Помимо неё в соединение B вошли крейсер Euryalus , эсминцы Foxhound, Gurkha, Kingston, Kipling и Sikh (операция MF.2). 9 января корабли благополучно вернулись в Александрию.
С 16 января крейсер участвовал в операции MF.3 — проводке на Мальту 2-х конвоев: MW-8A и MW-8B. Крейсер входил в состав Соединения B: Dido, Euryalus эсминцев Havock, Hotspur, Foxhound, Kelvin и Kipling. 20 января Соединение B вернулось в Александрию.
С 24 по 28 января крейсер вместе с своими двумя систершипами и эсминцами участвовал в операции MF.4 — проведение из Александрии на Мальту судно снабжения Breconshire с грузами и вывод с острова десантного судна Glengyle и транспорта Rowallan Castle. Операция, несмотря на авиационное противодействие, прошла успешно и без потерь.
С 12 февраля крейсер участвовал в очередной конвойной операции — MF.5: Это операция должна была провести гружёный конвой MW-9 из трёх судов на Мальту и забрать с острова 4 порожних судна в виде конвоя ME-10. Наяд входила в состав соединения B: Dido и Euryalus, эсминцы Havock, Arrow, Griffin, Hasty, Jaguar, Jervis, Kelvin и Kipling. 14 февраля корабли Соединения B, встретив конвой с Мальты и передав свой мальтийскому Соединению K, вернулись в Александрию.

## Гибель
10 марта в составе соединения B: Dido и Euryalus, Наяд вышла на безуспешные поиски итальянского конвоя следовавшего в Триполи. После этого также состоялись поиски повреждённого итальянского крейсера, также не увенчавшиеся успехом. 11 марта, во время возвращения в базу, крейсер недалеко от Саллума был торпедирован немецкой подводной лодкой U-565. Торпеды попали в середину правого борта крейсера и он затонул в течение 35 минут в точке 32°01′ с. ш. 26°20′ в. д. вместе с 86 погибшими. 582 человека были спасены, а флаг 15-й эскадры крейсеров перенесён на Dido.